# André Kemper
André Kemper (Amsterdam, 28 november 1975) is een voormalig profvoetballer van Haarlem.
Hij speelde bij Haarlem van seizoen 1998/1999 tot seizoen 2001/2002. Hierna kwam hij nog uit als amateur bij Huizen, IJsselmeervogels en SV Lelystad '67'. Na afloop van zijn voetballoopbaan werd hij trainer bij de IJsselmeervogels.
| Seizoen | Club    | Wedstrijden | Doelpunten | Competitie     |
| ------- | ------- | ----------- | ---------- | -------------- |
| 1998/99 | Haarlem | 31          | 8          | Eerste divisie |
| 1999/00 | Haarlem | 32          | 9          | Eerste divisie |
| 2000/01 | Haarlem | 31          | 6          | Eerste divisie |
| 2001/02 | Haarlem | 19          | 0          | Eerste divisie |